# Odd Fellows hus i Visby
Odd Fellows hus i Visby ligger i kvarteret Novisens norra del och gränsar till Sankt Drottensgatan i nordöst och Nunnegränd i väst.

## Bakgrund
Odd Fellow-logen blev ytterligare ett i raden av hus som uppfördes i historiserande  stil under början av 1900-talet i Visby innerstad. Byggnaden stod färdig 1906 men grundstenen till ordenslokalen lades redan på våren 1905. Under 1970-talet gjordes det arkeologiska undersökningar och öster om byggnaden påträffades ett medeltida murverk som också kan ha sträckt sig över platsen för nybygget. 

## Byggnaden
Byggnaden är av spritputsad kalksten med trappgavlar av medeltida typ och gotiska spetsbågefönster i en stil som kallas modifierad jugend. Huvudentrén ligger indragen i fasaden ut mot Nunnegränd och är försedd med en pardörr i trä. Det har bara gjorts ett fåtal förändringar av byggnaden men på sent 1930-tal utfördes en modernisering och ombyggnad av huset. 1977 gjordes en tillbyggnad i en våning mot öster och i samband med detta inreddes bibliotek och mötesrum på andra våningen.
Odd Fellows loge är en av de få intakta byggnader kvar från 1900-talets början i Visby innerstad. Byggnaden har ett stort miljöskapande värde i och med sin framträdande placering i det öppna gaturummet invid Sankt Lars och Drottens kyrkoruiner.
Fastigheten heter Visby Novisen 6 och arkitekt var Karl Romin.

## Logen
Odd Fellow ordens brödraloge nr 28 S:t Klemens i Visby har 270 medlemmar och har varit verksam sedan 1902. Namnet S:t Klemens kommer från biskopen med samma namn, som enligt sägen blev sänkt med ett ankare i Svarta havet. Detta ledde till underverk och Sankt Clemens blev så småningom de sjöfarandes skyddshelgon.